# Minoa (Amorgos)

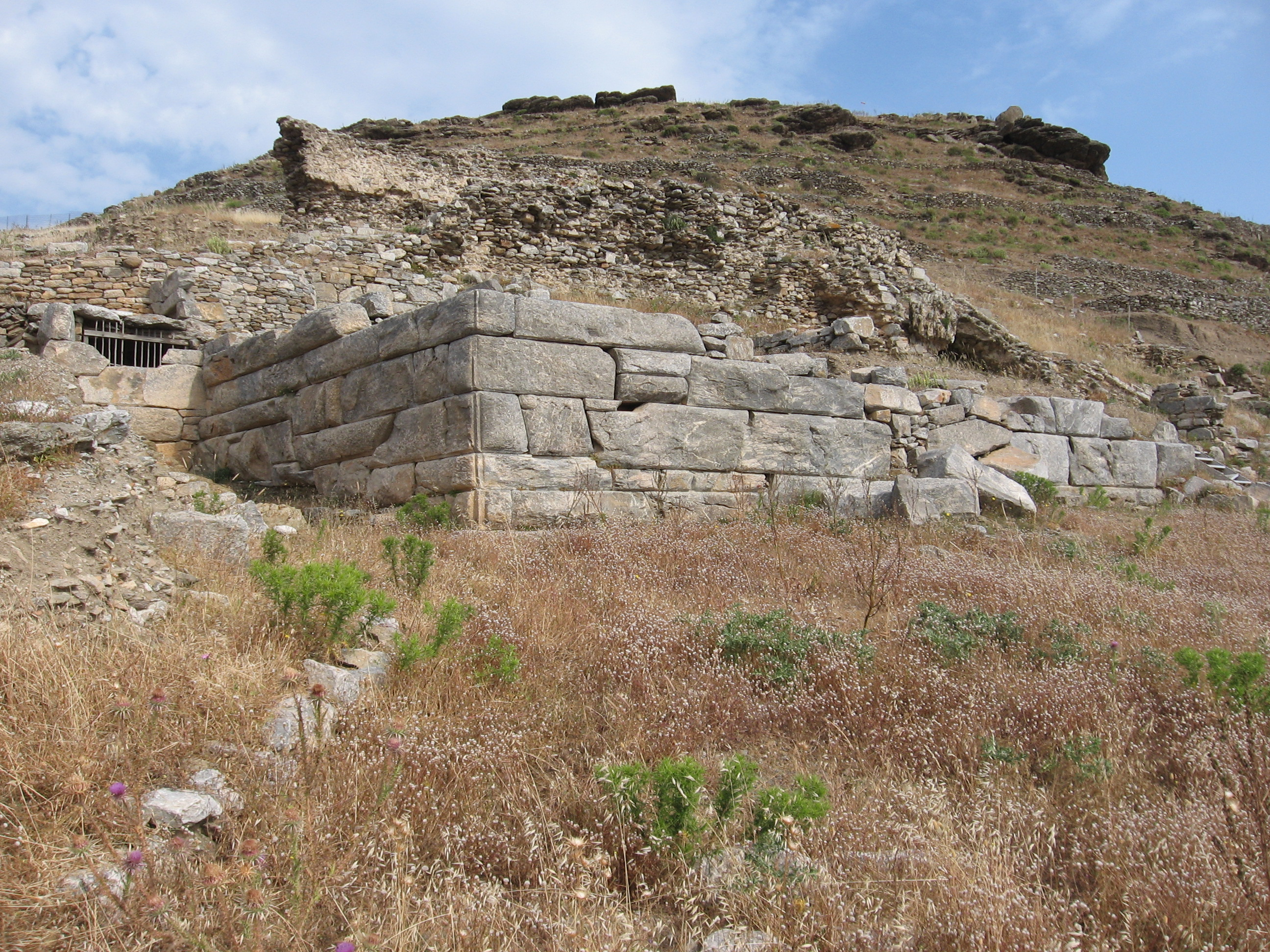
Bastión de las murallas helenísticas de la antigua Minoa.

Minoa (en griego, Μινῴα) es el nombre de una antigua ciudad de la isla de Amorgos (Grecia), situada sobre una colina junto al actual puerto de Katapola. Se trataba de una de las tres ciudades que había en la isla en la antigüedad, junto con Egíala y Arcésina.
Es mencionada en diversas fuentes epigráficas, así como en un fragmento de Androción. También se cree que era una de las ciudades de la isla que el Periplo de Pseudo-Escílax ubica en la isla, sin nombrarlas. Entre las fuentes epigráficas que atestiguan la existencia de la ciudad se puede destacar un decreto de proxenía de Tenos del siglo III o II a. C. En el sitio arqueológico de Minoa se han hallado otros testimonios epigráficos relevantes para el conocimiento de la ciudad, como una inscripción de entre los siglos V-IV a. C. que menciona la  existencia de pritanos, y otra inscripción de la misma época que atestigua el culto a Apolo.
El sitio arqueológico ha sido excavado a partir de 1981. Se han hallado restos de asentamientos desde el IV milenio a. C. correspondientes al periodo neolítico. También hay algunos restos de la Edad del Bronce y, ya en tiempos históricos, se atestigua la existencia de un asentamiento permanente en Minoa desde el periodo protogeométrico y que abarcó los periodos arcaico, clásico, helenístico y romano, hasta el siglo IV. Muchos de los hallazgos se exponen en la Colección Arqueológica de Amorgos.